# Kevin Nolan
Kevin Anthony Jance Nolan (ur. 24 czerwca 1982 roku w Liverpoolu) – piłkarz angielski grający na pozycji pomocnika w West Ham United.

## Kariera klubowa
Swoją piłkarską karierę Nolan rozpoczynał w roku 1997 w Boltonie Wanderers, gdzie początkowo występował w zespole juniorów. Dwa lata później został włączony do pierwszej drużyny.
Zadebiutował w niej 4 marca 2000 roku w spotkaniu z Chartlon Athletic. W debiutanckim sezonie Nolan zagrał jeszcze w trzech ligowych meczach. W następnym sezonie stał się podstawowym zawodnikiem swojej drużyny. 9 grudnia 2000 roku w meczu z Crewe Alexandra zdobył swoją pierwszą bramkę dla Boltonu, zaś cały sezon 2000/2001 zakończył z 33 ligowymi występami. Jego drużyna zajęła trzecie miejsce w tabeli i awansowała do Premier League.
W najwyższej klasie rozgrywkowej w Anglii Nolan pierwszy raz wystąpił 18 sierpnia 2001 roku w wygranym 5:0 spotkaniu z Leicester City. W meczu tym zdobył także dwie bramki. Cały sezon zakończył natomiast z 35 występami oraz ośmioma golami na koncie. W drużynie Boltonu Nolan występował jeszcze przez siedem sezonów. W każdym z nich był podstawowym zawodnikiem swojej drużyny. 30 stycznia 2009 roku za kwotę 4 milionów funtów przeszedł do Newcastle United. Łącznie w drużynie Boltonu zaliczył niemal 300 ligowych występów oraz zdobył 40 bramek.
W nowym zespole Nolan zadebiutował 1 lutego w zremisowanym 1:1 meczu z Sunderlandem. 22 lutego w spotkaniu z Evertonem Nolan po faulu na Victorze Anichebe otrzymał pierwszą w karierze czerwoną kartkę. W sezonie 2008/2009 był podstawowym zawodnikiem Newcastle. Spadł jednak wraz z klubem do Football League Championship.

## Kariera reprezentacyjna
Nolan ma za sobą występy w reprezentacji do lat 18. W latach 2002–2004 zaliczył także dwa mecze w kadrze U-21.